# Adolfo Müller-Ury
Adolfo Müller-Ury (29 de marzo de 1862 - 6 de julio de 1947) fue un retratista estadounidense nacido en Suiza, también conocido como pintor impresionista de bodegones y de composiciones florales con rosas como principal motivo. 

## Biografía
Felice Adolfo Müller nació en 1862, en la localidad de Airolo (Suiza), miembro de una familia de la nobleza. Sus apellidos descendían de Alfredo el Grande, de Carlomagno, y del Dogo de Venecia Pietro Orseolo, a través de los von Rechburg, que fueron a lo largo de los siglos XVIII y XIX mercenarios, abogados, hoteleros y negociantes. Adolfo era el sexto de diecinueve hijos. Sus padres, Carl Alois Müller (1825–1887), magistrado; y Genovefa Lombardi (1836–1920) eran católicos.

## Formación en Suiza, Múnich, Roma y París
Después de acudir la escuela de dibujo municipal en el Ticino, y a la escuela en Sarnen, Müller fue animado a seguir su formación por el escultor Vincenzo Vela (1820–1891), y estudió pintura al óleo con un pintor local de cuadros religiosos. En 1881 ingresó en la Academia de Múnich, donde completó su formación.
Durante una época repartió su tiempo entre Múnich y París, con una estancia de dos años (1882–84) en Roma, estudiando y copiando a los grandes maestros clásicos, aleccionado por el pintor Antonio Ciseri (1821-1891). Muchos de estos primeros trabajos se conservan en la casa familiar de los Müller en Hospental (Suiza).

## Carrera temprana
En 1884 decidió visitar los Estados Unidos, donde tenía algunos parientes. Tras realizar sus primeros encargos, destacando por su facilidad para el retrato, fue rápidamente apreciado entre las clases acomodadas de la costa este.
Después de visitar en 1889 la Exposición Universal de París, pudo haber viajado por África, lo que influyó en la temática de sus siguientes pinturas. 
Entre 1885 y 1904 montó su estudio en Nueva York, en el desaparecido edificio Sherwood de la 6ª Avenida, donde coincidió e hizo amistad con otros pintores principalmente de origen europeo.
Durante los años siguientes, residió alternativamente entre Nueva York y Europa. En 1892, tras el gran éxito de sus retratos de la alta sociedad neoyorquina, obtuvo la ciudadanía de los Estados Unidos. Ya por entonces empezó a ser conocido como el "Pintor de los Cuatrocientos", en referencia a su relación con los restringidos círculos de la alta sociedad de Nueva York, entre los que tenía a sus clientes.
A finales de la década de 1890, pasó tres años en Londres, donde continuó su labor pictórica retratando a la aristocracia británica. Posteriormente, en 1904, se trasladó a su estudio de Kensington (cuya propiedad mantuvo hasta su muerte en 1947) durante un tiempo, antes de volver de nuevo a América.

## Pintor de personajes poderosos
Figuras políticas
- Guillermo II de Alemania (1909).[5]

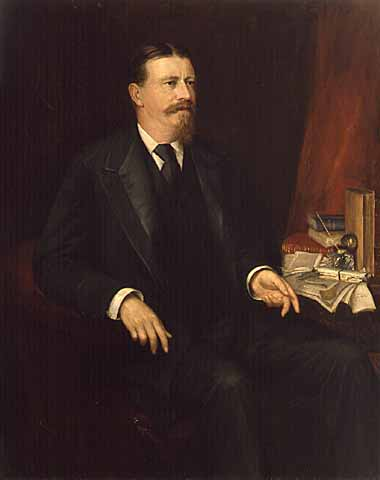
Retrato de William Rush Merriam (1890-1895)

- Presidente William McKinley (1899)
- Ulysses general S. Grant (1897)
- Theodore Roosevelt[6]
- Edith Galt (esposa de Woodrow Wilson; en 1916)
- Presidente Wilson (1917)
- Varios políticos posteriormente presidentes de Suiza

Jerarquía Católica
- Papa Pío X (1907)
- Papa Benedicto XV (1920)
- Papa Pío XI (1923)

Magnates
- Charles M. Schwab (1903)
- J. Pierpont Morgan (1904)

Cantantes de ópera internacionales
Actrices populares

## Pintor de rosas y bodegones
Ya en 1896 un diario de Boston informaba de que Müller compaginaba sus retratos con vistosos cuadros de espectaculares canastas de rosas, denominadas "American Beauties".
Después de 1918 el estilo de sus bodegones pasó a ser más impresionista, pintando rosas en jarrones chinos de la colección de J. Pierpont Morgan. Es sabido que admiraba a Claude Monet y a otros impresionistas. En 1909, llegó a decir al Káiser alemán (quien los odiaba) que los impresionistas habían "hecho una gran labor despertando al arte moderno."
La tendencia impresionista de sus pinturas aumentó después de su traslado a California.

## Estancia en California
En 1922 viajó por primera vez a California acompañando a Joseph Duveen, quien tenía que entregar al bibliófilo y coleccionista de arte Henry E. Huntington el famoso cuadro de Thomas Gainsborough titulado El Chico Azul que Huntington había comprado el año anterior.
A Müller-Ury le gustó California y en 1924 decidió construir un estudio cercano a la propiedad de Huntington. Los jardines estaban profusamente cultivados con numerosas variedades de rosas, continuando su predilección por estas flores iniciada con sus pinturas neoyorquinas. En esta época, entre otras personalidades locales, retrató a varios miembros de la familia Huntington. En 1933 acabó su etapa en California, vendiendo su casa unos años después.

## Últimos años
Tras dejar California, decidió instalarse de nuevo en su estudio de Nueva York. Entre 1936 y 1938 viajó repetidamente a Europa, pintando al presidente Motta de Suiza. En 1936 retrató a Pío XII durante la visita del papa a los Estados Unidos, así como a diversas autoridades de la iglesia católica norteamericana hasta 1943. Pintó su último retrato en 1946. Su sobrina Hildegarde Muller-Uri (1894-1990) también se dedicó a las artes plásticas.

## Muerte
Müller-Ury murió en Nueva York el 6 de julio de 1947, y está enterrado en el New Calvary Cemetery de Queens.

## Honores
- Müller-Ury era Caballero de la Orden de San Gregorio Magno, distinción concedida por la Santa Sede.